# Steyr SSG 69
Das Steyr SSG 69 ist ein Präzisionsgewehr, das 1969 von Steyr Mannlicher im Kaliber 7,62 × 51 mm NATO für das österreichische Bundesheer entwickelt wurde. Die Abkürzung SSG 69 steht für Scharfschützengewehr und das Einführungsjahr 1969.
Militärisch und polizeilich fand das Gewehr weite Verwendung in Österreich, Syrien, Israel, Großbritannien, Island und Deutschland. Im Jahr 1970 wurde auf der Basis des SSG 69 eine erste zivile Version gefertigt. Wahlweise war es mit Kunststoff- oder Holzschaft lieferbar. Annähernd vierzig Jahre nach seinem Erscheinen ist das Gewehr in Sportschützenkreisen noch sehr beliebt, obwohl für den sportlichen Einsatz mittlerweile modernere Waffen existieren. 
In der Ausführung „P1“ hat die Präzisionswaffe einen grünen Schaft, weshalb es den Beinamen „Green Gun“ erhielt. Auch hat es wegen seiner Präzision einen fast schon legendären Ruf, wenn auch die Handlichkeit oft kritisiert wird. 
Das SSG 69 ist, neben dem Standardtyp „P1“, in weiteren Ausführungen erhältlich – zum Beispiel: „P2“ (119 cm lang, schwererer Lauf „Heavy Barrel“, schwarzer Schaft, ohne offene Visierung, auch „Modell Police“ genannt) oder „P4“ (mit Schalldämpfer). Die Waffe wird auch in .243 Winchester und (nur P2) in .22-250 Remington ausgeliefert.
Für den dienstlichen Gebrauch sind oft passive und aktive Nachtsichtgeräte in Verwendung.
Andere Präzisionsgewehre von Steyr Mannlicher sind: „Scout“, „Elite“, „HS.50“, „SSG 04“ und „SSG 08“.

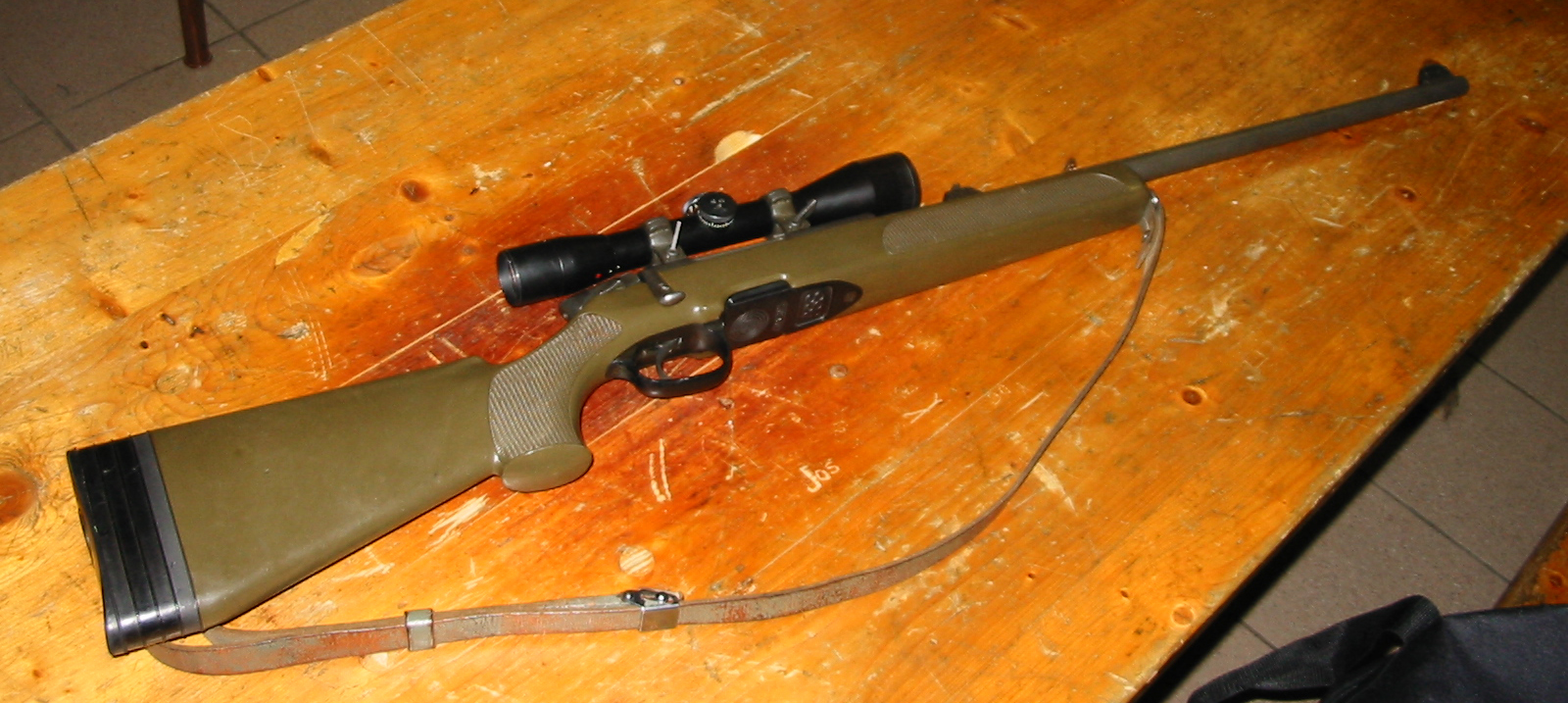
Steyr SSG 69 (PI) mit Zielfernrohr Kahles ZF 69 6x42 Österreichisches Bundesheer
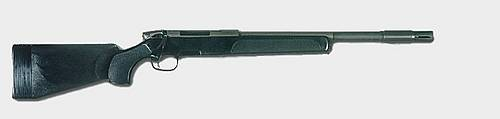
Steyr SSG 69 PIV mit Schalldämpfer
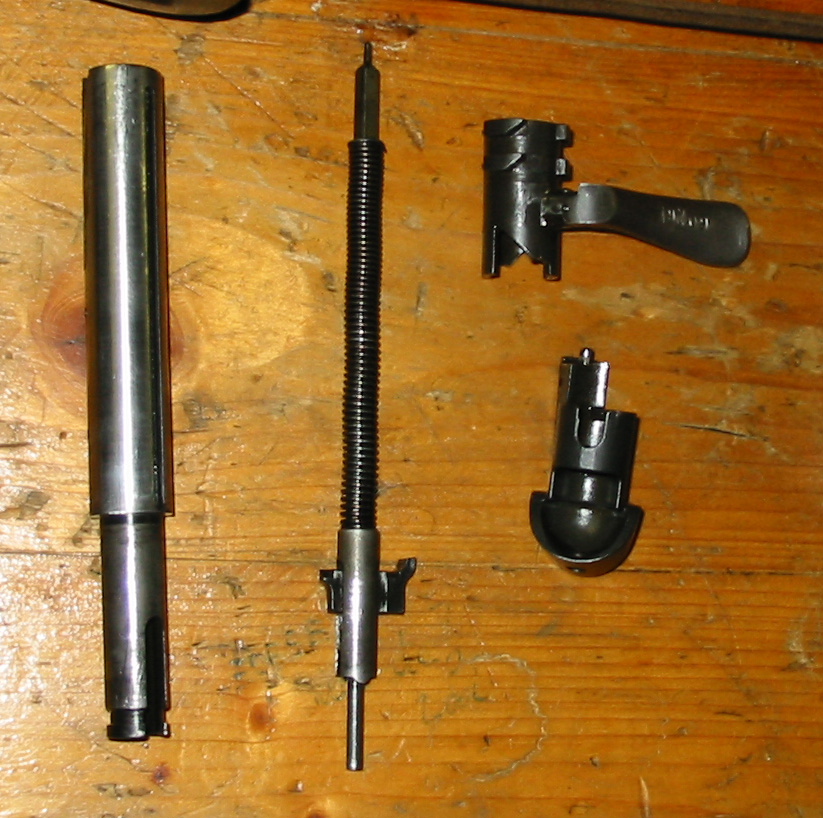
Zerlegter Verschluss des SSG 69